# Brass
Pour les articles homonymes, voir Brass (homonymie).
Brass est une ville de l'État de Bayelsa, au Nigeria comptant 185 089 habitants lors du dernier recensement en 2006. Son code postal est le 562.
C'est le chef-lieu d'un royaume traditionnel. Son souverain porte le titre d'Amayanabo. Le titulaire actuel est Alfred Diete-Spiff (en).